# アレホ・ベリス
アレホ・ベリス（Alejo Véliz, 2003年9月19日 - ）は、アルゼンチン・サンタフェ州ゴーデケン出身のプロサッカー選手。RCDエスパニョール所属。ポジションは FW。

## クラブ経歴
地元サンタフェ州の小クラブのユースをわたり歩いた後、2019年にCAロサリオ・セントラルと契約。2019年にトップチームに昇格。7月22日のコパ・スダメリカーナ2021決勝トーナメント1回戦のデポルティーボ・タチラFC戦の2ndレグの後半37分より交代で起用され、プロデビュー。2022年シーズンより出場機会が増え、5月2日の国内リーグのCAウラカン戦で、前半22分にプロ初ゴールを記録。同年シーズンは8ゴールを決めると翌2023年シーズンは、シーズン途中まで11ゴールを決めた。
2023年8月8日、トッテナム・ホットスパーFCと6年契約を締結したことが発表された。
2024年2月1日、セビージャFCにシーズン終了までのレンタルで移籍した。背番号は、直前に退団したイヴァン・ラキティッチが着けていた10番に決定した。
2024年8月7日、RCDエスパニョールにレンタル移籍した。

## 代表経歴
2023年に南米ユース選手権にU-20アルゼンチン代表として出場。同年自国開催となった2023 FIFA U-20ワールドカップにも出場した。